# Mario Monti
Mario Monti (ur. 19 marca 1943 w Varese) – włoski ekonomista i polityk, komisarz Unii Europejskiej w latach 1995–2004, dożywotni senator Republiki Włoskiej, w latach 2011–2013 premier Włoch.

## Życiorys
Ojciec Mario Montiego pochodzi z Varese, jednak większość życia spędził w Argentynie, gdzie wyemigrował podczas II wojny światowej. Matka Maria Montiego urodziła się w Piacenzy.
Ukończył ekonomię i zarządzanie na Uniwersytecie Bocconiego w Mediolanie. Kształcił się także na Uniwersytecie Yale, gdzie studiował m.in. u noblisty Jamesa Tobina. Po ukończeniu studiów wykładał ekonomię na Uniwersytecie Turyńskim (w latach 1970–1985). W latach 1982–1985 był prezydentem SUERF (The European Money and Finance Forum). Później powrócił na Uniwersytet Bocconiego, gdzie objął stanowisko rektora (1989–1994), a następnie prezydenta (od 1994). Był także dyrektorem Instytutu Ekonomii na tym uniwersytecie. Przez kilkanaście lat regularnie publikował na łamach „Corriere della Sera”.
W 1994 został wyznaczony przez rząd premiera Silvia Berlusconiego na komisarza Unii Europejskiej ds. rynku wewnętrznego, usług finansowych, integracji finansowej, ceł i podatków w komisji Jacques’a Santera. W 1999 rząd Massima D’Alemy nominował go na komisarza Unii Europejskiej ds. konkurencji w komisji Romano Prodiego. W czasie urzędowania, które zakończył w 2004, doprowadził do zablokowania próby połączenia się koncernów Honeywell i General Electric, wszczął także postępowanie antymonopolowe przeciwko Microsoftowi.  W mediach był określany pseudonimem Super Mario.
W 2004 z jego inicjatywy powołano europejski think tank Bruegel. Mario Monti był jego prezesem w latach 2004–2008, a następnie objął funkcję honorowego przewodniczącego. W latach 2008–2010 zasiadał w tzw. grupie mędrców, której celem była analiza przyszłości europejskiego modelu gospodarczego. W 2010 wszedł w skład proeuropejskiej Grupy Spinelli. Został również honorowym europejskim prezesem Komisji Trójstronnej, think tanku założonego w 1973 przez Davida Rockefellera, jak również jednym z członków komitetu sterującego Grupy Bilderberg.
9 listopada 2011 prezydent Giorgio Napolitano w uznaniu zasług naukowych i społecznych mianował go w skład Senatu jako dożywotniego senatora.
13 listopada 2011, dzień po rezygnacji złożonej przez Silvia Berlusconiego, został desygnowany na premiera Włoch z misją utworzenia nowego rządu. 16 listopada 2011 rząd Maria Montiego został zaprzysiężony i rozpoczął urzędowanie. W jego skład weszły w większości osoby bezpartyjne, uzyskał charakter gabinetu eksperckiego. Sam Mario Monti został także pełniącym obowiązki ministra gospodarki i finansów, na tej funkcji 11 lipca 2012 zastąpił go Vittorio Grilli.
Na początku grudnia 2012 największa partia parlamentarna, Lud Wolności, faktycznie kierowana przez Silvia Berlusconiego, wycofała swoje poparcie dla rządu. Mario Monti zapowiedział podanie się do dymisji po uchwaleniu budżetu, co uczynił 21 grudnia 2012. Konsekwencją tej decyzji stało się przyspieszenie planowanych na kwiecień 2013 wyborów parlamentarnych o około dwa miesiące. 28 grudnia 2012 Mario Monti ogłosił, że w wyborach tych będzie patronował centrowej koalicji politycznej pod roboczą nazwą Agenda Monti per l'Italia. Kierowana przez niego koalicja, w tym związane z nim ugrupowanie Wybór Obywatelski, zdobyła kilkadziesiąt mandatów w obu izbach parlamentu. Jego rząd zakończył urzędowanie 28 kwietnia 2013.

## Życie prywatne
Jest żonaty, ma dwoje dzieci. Jest katolikiem.

## Odznaczenia
- Cavaliere di Gran Croce Orderu Zasługi Republiki Włoskiej – 2004[16]
- Commendatore Orderu Zasługi Republiki Włoskiej – 1992[17]